# Lifting Shadows Off a Dream
"Lifting Shadows Off a Dream" deveta je pjesma s albuma Awake (izdan 1994. godine) američkog progresivnog metal sastava Dream Theater. Tekst pjesme napisao je basist John Myung.

## Izvođači
- James LaBrie - vokali
- John Petrucci - električna gitara
- John Myung - bas-gitara
- Mike Portnoy - bubnjevi
- Kevin Moore - klavijature